# Marie Colinet
Marie Colinet (també Marie Colinet de Fabry o Marie Fabry) (Ginebra, Suïssa, ca. 1560 - Berna, ca. 1640) fou una llevadora i cirurgiana suïssa. Com a llevadora, Colinet va perfeccionar a Alemanya la tècnica de realització del part per cesària, que no havia canviat des de l'època de Juli Cèsar. Colinet també va ser obstetrícia i oftalmòloga. Colinet va ajudar el seu marit en les intervencions quirúrgiques i cuidava els pacients durant els seus viatges.
El 1624, Colinet va fer servir per primer cop un imant per extreure metall incrustat en un ull humà. El seu marit va escriure una descripció detallada del procediment al seu llibre Centuriae, aclarint que la idea era de Colinet, si bé es va acabar enduent el crèdit del descobriment.